# Монумент-ас-Бандейрас
Монумент бандейрантам (порт. Monumento às Bandeiras) — гранитный памятник итало-бразильского скульптора Виктора Брешерта, который расположен у входа в парк Ибирапуэра в Сан-Паулу, Бразилия. Памятник был заказан 1921 году мэрией Сан-Паулу. Открытие состоялось в августе 1954 года. Монумент посвящён бандейрантам XVII века, которые участвовали в экспедициях во внутренние районы Бразилии. Из-за больших размеров и удобного расположения он является узнаваемой частью городского пейзажа Сан-Паулу.  

## Критика
Памятник был предметом критики из-за игнорирования «тёмной стороны» бандейрантов, которые порабощали и убивали индейцев Бразилии. Неоднократно подвергался вандализму (чаще всего его обливают красной краской, которая символизирует кровь жертв экспедиционеров). Монумент требует больших затрат для его содержания и очистки от граффити. В результате протестов, вспыхнувших после убийства Джорджа Флойда, памятник снова подвергся критике за прославление работорговцев; прозвучало требование его демонтировать.